# Sacra Famiglia e famiglia del Battista
Sacra Famiglia e famiglia del Battista è un dipinto tempera a caseina e oro su tela (40 × 169 cm) di Andrea Mantegna, databile al 1504-1506 circa e conservato nella cappella funebre dell'artista nella basilica di Sant'Andrea a Mantova.

## Storia
L'opera fa parte di quelle opere citate da Francesco Mantegna nella bottega del padre dopo la sua morte nel 1506. Con il Battesimo di Cristo venne destinata, secondo la volontà dell'artista, a decorare la sua cappella funebre in Sant'Andrea, collocazione che mantiene tutt'oggi. La scelta del tema è legata alla dedica al Battista della cappella.

## Descrizione e stile
Il dipinto è composto secondo le regole della simmetria, con a sinistra san Giuseppe e Maria col Bambino tra le braccia, a cui corrispondono andando verso destra san Giovannino, sant'Elisabetta e san Zaccaria, che tiene in mano una curiosa ampolla decorata, forse un incensiere. Lo sfondo è una siepe di agrumi, come se ne vedono anche in altre opere della fase tarda dell'artista, come la Pala Trivulzio (1497).
Le figure si trovano tutte in primo piano, con una luce incidente che proviene da sinistra, lasciando in ombra Giuseppe, girato dall'altro lato, e Zaccaria, coperto da Elisabetta.
La tecnica, con una preparazione finissima che lascia intravedere qua e là la tela sottostante, è pure tipica dell'ultima fase dell'artista e il prevalere dei toni bruni si intona con quelli del Battesimo. 
L'opera contiene alcune scritte in ebraico.